# Campandré
Campandré est une ancienne commune française du département du Calvados et la région Normandie, fusionnée avec Valcongrain en 1835, fusion créant la commune de Campandré-Valcongrain.

## Toponymie
Le nom de la localité est attesté sous les formes Campoandre en 1153 et Campus Andree au XIVe siècle. Le toponyme est issu du normand camp, « champ », et de l'anthroponyme André, et signifie donc « le champ d'André ». Le maintien de [k] dur à l'initiale s'explique par la situation du village au nord de la ligne Joret.

## Histoire
La commune est réunie à Valcongrain par l'ordonnance du 20 mai 1835, formant ainsi la commune de Campandré-Valcongrain.

## Démographie
| 1793 | 1800 | 1806 | 1821 | 1831 |
| ---- | ---- | ---- | ---- | ---- |
| 302  | 312  | 310  | 281  | 260  |